# Alfie Pond
Alfie Pond (sinh ngày 1 tháng 3 năm 2004) là một cầu thủ bóng đá người Anh hiện đang thi đấu cho câu lạc bộ Wolverhampton Wanderers.

## Sự nghiệp thi đấu
Pond có trận ra mắt chuyên nghiệp trong màu áo Exeter City ở EFL Trophy, trong trận hoà 1-1 với Chelsea U21 ở St James Park. Phát biểu sau trận, huấn luyện viên Matt Taylor mô tả Pond là một người có thể trở thành "một cầu thủ tốt".
Ngày 12 tháng 8 năm 2022, Pond gia nhập câu lạc bộ Yeovil Town theo dạng cho mượn đến tháng 1 năm 2023.
Ngày 2 tháng 9 năm 2022, Pond gia nhập câu lạc bộ Wolverhampton Wanderers.